# NeXTcube
El NeXTcube és un ordinador d'estació de treball de gamma alta desenvolupat, fabricat i venut per NeXT des de 1990 fins a 1993. Va substituir l'estació de treball original NeXT Computer i s'allotja en un recinte similar de magnesi en forma de cub, dissenyat per Frog Design. L'estació de treball funciona amb el sistema operatiu NeXTSTEP i es va llançar amb un preu de llista US$7.995.
La tecnologia NeXT va proporcionar el primer sistema de lliurament d'aliments en línia anomenat CyberSlice, utilitzant la geolocalització basada en GIS, en què Steve Jobs va realitzar la primera comanda en línia de pizza amb tomàquet i alfàbrega. CyberSlice va ser seleccionat per a Invencions del segle xx, Ciència de la Computació a la Smithsonian Institution de Washington, DC
Tim Berners-Lee i Robert Cailliau al CERN van utilitzar un ordinador NeXT i les seves eines i biblioteques de desenvolupament orientat a objectes per desenvolupar el primer servidor web (CERN httpd) i navegador web (WorldWideWeb).

## Placa mare

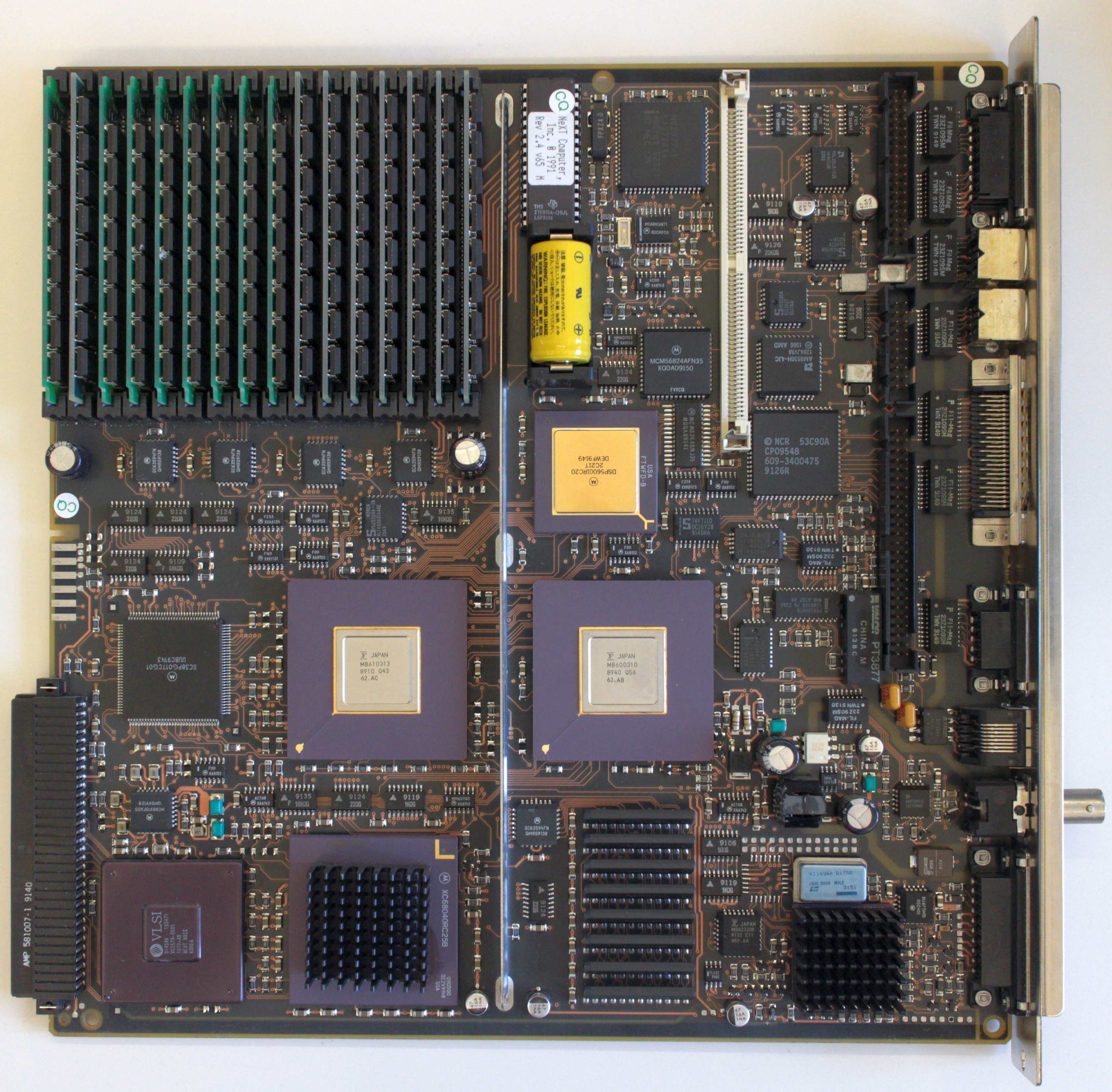
La placa base del NeXTcube

El NeXTcube és el successor de l'ordinador NeXT original. Es diferencia del seu predecessor per tenir un processador 68040, un disc dur en lloc de la unitat magneto-òptica i una unitat de disquet. NeXT va oferir una actualització de la placa mare del sistema 68040 (i NeXTSTEP 2.0) per US$1.495. Més tard es va fabricar el NeXTcube Turbo de 33 MHz.
NeXT va llançar la NeXTdimension per al NeXTcube, una placa de circuit basada en un processador Intel i860, que ofereix una pantalla en color PostScript de 32 bits i funcions de mostreig de vídeo.
La placa base del NeXTcube amb Motorola 68040 a la vora inferior. A la dreta hi ha les interfícies, a l'esquerra el bus del sistema. A la versió ampliada, es descriuen la majoria de xips i connectors.
La placa acceleradora Pyro augmenta la velocitat d'un NeXTcube substituint l'estàndard 25 Processador MHz amb un 50 MHz un.

## Especificacions

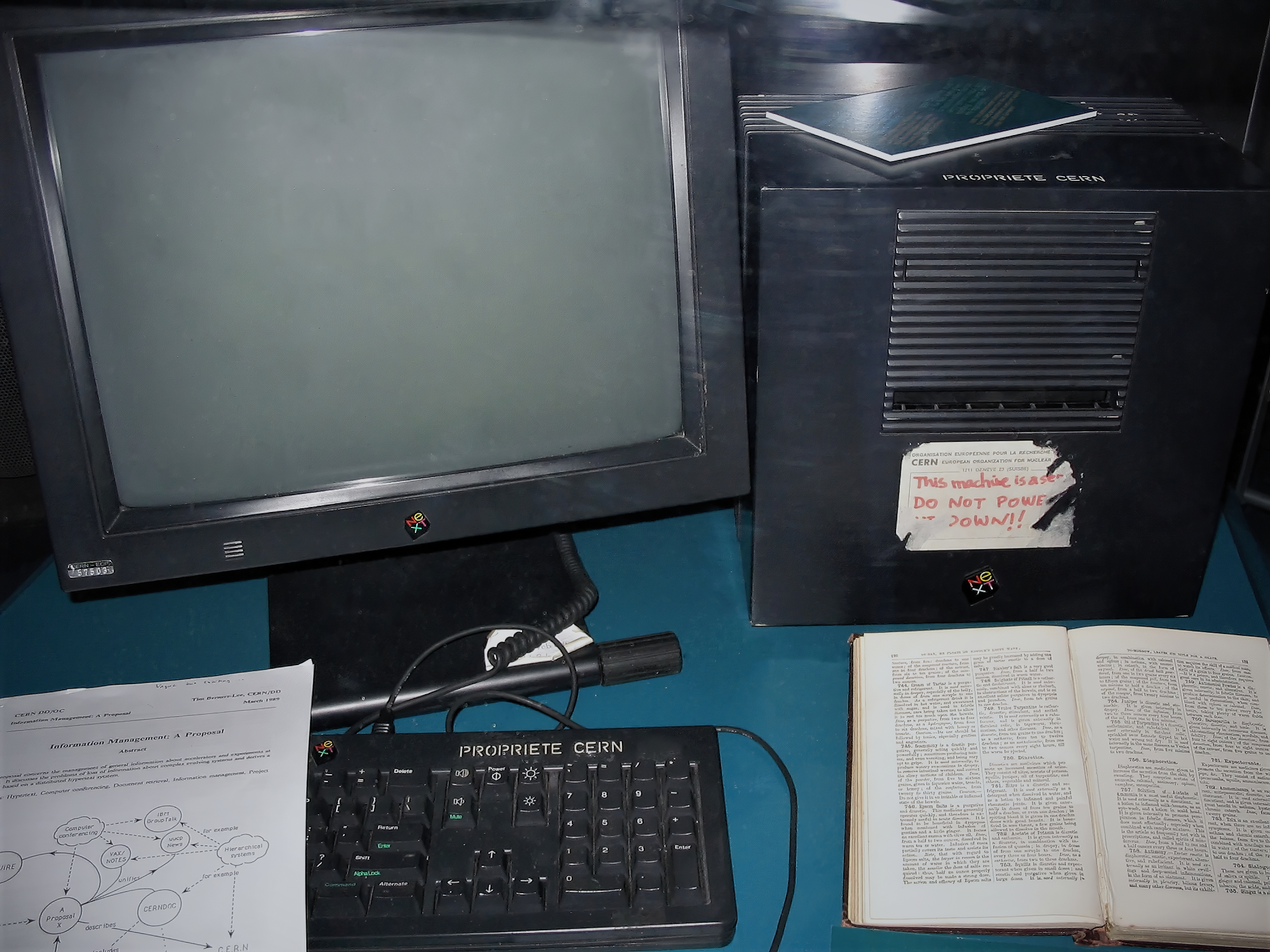
Aquest NeXTcube va ser utilitzat per Tim Berners-Lee com a primer servidor a la World Wide Web.

- Pantalla: 1120×832 17 polzades (432 mm) Pantalla megapíxel en escala de grisos de 82 ppi
- Sistema operatiu: NeXTSTEP 2.2 Extended o posterior
- CPU: 25 MHz 68040 amb unitat de coma flotant integrada
- Processador de senyal digital: 25 MHz Motorola DSP56001
- RAM: 8 MB, ampliable a 64 MB (16 ranures SIMM de 30 pins)
- Unitat de disquet: 2,88 MB
- Disc dur: unitat SCSI de 105 MB, 340 MB, 400 MB, 660 MB, 1,4 GB o 2,8 GB
- Interfície de xarxa: 10BASE-T i 10BASE2 Ethernet
- Expansió: quatre ranures NeXTbus (la placa base utilitza una ranura)
- Mida (H × W × P): 12 polzades × 12 polzades × 12 polzades (305 mm x 305 mm x 305 mm (±1 mm))[7]